# Segunda Aliyá
La Segunda Aliyá fue probablemente la más importante e influyente de todas las aliot. Se llevó a cabo entre 1904 y 1914, período durante el cual unos 40.000 judíos inmigraron a la jurisdicción entonces llamada el Mutasarrifato de Jerusalén del Imperio otomano, en su mayoría provenientes de Rusia y Polonia, y en menor medida de Yemen. 
La principal causa de la inmigración fue el aumento del antisemitismo en Rusia y los pogromos en las poblaciones de la zona de Asentamiento, destacándose el pogromo de Kishinev y los pogromos que acompañaron a la Revolución rusa en 1905. Los inmigrantes sufrieron muchas dificultades, como la falta de viviendas, terrenos y dinero. 

## Poblaciones
Durante la Segunda Aliyá, los inmigrantes eran principalmente idealistas, inspirados en los ideales sionistas y revolucionarios que se gestaban en las comunidades judías del Imperio ruso. Estos inmigrantes trataron de crear un sistema comunal de asentamientos agrícolas en la región. De este modo se fundó el movimiento kibutziano. El primer kibutz, Degania, fue fundado en 1909.
A su vez, muchos de los inmigrantes prefirieron instalarse en las ciudades, creando localidades como Ahuzat Bayit, ubicada cerca de Jaffa. En 1909 fue fundada la ciudad de Tel Aviv.

## Cultura
La Segunda Aliá tuvo el gran mérito de lograr el resurgimiento del idioma hebreo que pasó a ser el lenguaje oficial del Yishuv. Eliezer Ben Yehuda contribuyó a la creación del primer diccionario del hebreo moderno. Aunque fue un inmigrante de la Primera Aliá, la mayoría de su trabajo rindió sus frutos en esta segunda. 
La Segunda Aliá también estableció la primera escuela secundaria hebrea en la región palestina, el Herzliya Hebrew High School situada en Tel Aviv.

## Defensa
Durante la Segunda Aliá se creó la organización de seguridad, HaShomer (La Guardia), que fue la primera gran organización de autodefensa judía desde la rebelión de Bar Kojba y que se convirtió en el precedente para las futuras organizaciones de defensa del pueblo judío, siendo también el predecesor de la organización paramilitar Haganá que sería creada en 1920.